# Телен, Эдуард
Эдуард Телен (нем. Eduard Thelen, 7 сентября 1946, Кёльн, Британская зона оккупации Германии) — немецкий хоккеист (хоккей на траве), полузащитник. Олимпийский чемпион 1972 года.

## Биография
Эдуард Телен родился 7 сентября 1946 года в немецком городе Кёльн.
Играл в хоккей на траве за «Рот-Вайс» из Кёльна. Три раза выигрывал чемпионат ФРГ по хоккею на траве (1972—1974).
Дебютировал в сборной ФРГ в 1969 году.
25 мая 1972 года удостоен высшей спортивной награды ФРГ — «Серебряного лаврового листа».
В 1972 году вошёл в состав сборной ФРГ по хоккею на траве на Олимпийских играх в Мюнхене и завоевал золотую медаль. Играл на позиции полузащитника, провёл 9 матчей, мячей не забивал.
В 1969—1972 годах провёл за сборную ФРГ 38 матчей.
Работает ортопедом в Кёльне.